# Ньюджент, Юджин Мартин
Юджин Мартин Ньюджент (англ. Eugene Martin Nugent; род. 21 октября 1958, Гортадерра Скарифф, Ирландия) — ирландский прелат и ватиканский дипломат. Титулярный архиепископ Домнах Сехнайлский с 13 февраля 2010. Апостольский нунций на Мадагаскаре и апостольский делегат на Коморах с 13 февраля 2010 по 10 января 2015. Апостольский нунций на Маврикии и Сейшельских Островах с 13 марта 2010 по 10 января 2015. Апостольский нунций на Гаити с 10 января 2015 по 7 января 2021. Апостольский нунций в Катаре и Кувейте с 7 января 2021. Апостольский нунций в Бахрейне с 11 февраля 2021.